# Khayzuran
Al-Khayzuran bint Atà al-Juraixiyya (àrab: الخيزران بنت عطاء الجرشية, al-Ḫayzurān bint ʿAṭāʾ al-Juraxiyya) (Iemen, ? - Bagdad, 20 de novembre de 789) fou una antiga esclava iemenita que es va casar amb al califa abbàssida al-Mahdí, a qui va donar tres fills: Mussa al-Hadi, Harun ar-Raixid i una noia de nom al-Banuka.
Va exercir molta influència sobre al-Mahdí, que va designar Mussa com a hereu i després a Harun i tots els altres fills van quedar exclosos de la successió. Harun era el seu preferit i va maniobrar per modificar l'ordre de successió. A la mort d'al-Mahdí, l'agost del 785, va esclatar a Bagdad un motí de l'exèrcit que ella mateixa hauria fomentat per facilitar la pujada de Harun —els amotinats reclamaven, en principi, els pagaments deguts— i fou ella, juntament amb ar-Rabí ibn Yunus, qui va donar satisfacció als amotinats.
Mussa va esdevenir califa amb el títol d'al-Hadi i el va voler dominar, però Mussa li va deixar clar que no volia intromissions. Mussa va fer empresonar Harun i Yahya ibn Khàlid al-Barmakí, tutor de Harun, però, quan va ordenar la seva mort, al-Khayzuran va intercedir per salvar-los. Per tot plegat, la sobtada mort de Mussa al-Hadi el setembre de 786 sembla sospitosa d'assassinat.
Llavors va exercir el poder de facto juntament amb Yahya ibn Khàlid al-Barmakí. Va morir el 789.